# Soprillo
| I denna artikel     |
| används tonnamnen   |
| B♭ och H.           |
| Se olika skrivsätt. |

Soprillo är ett musikinstrument tillhörande saxofonfamiljen. Den är stämd i B♭ en oktav högre än sopransaxofonen. Enda tillverkare är firma Eppelsheim i München.

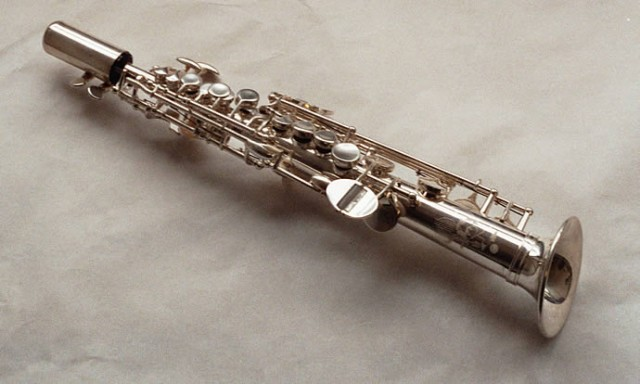
Soprillo

Andra namn för soprillon är piccolosaxofon och sopranissimosaxofon.
Instrumentet är mycket svårspelat på de högsta tonerna, och även vana saxofonister måste öva mycket, innan de får grepp om instrumentet.